# La Boissière (Calvados)
La Boissière és un municipi francès situat al departament de Calvados i a la regió de Normandia. L'any 2007 tenia 144 habitants.

## Demografia

### Població
El 2007 la població de fet de La Boissière era de 144 persones. Hi havia 48 famílies de les quals 9 eren unipersonals (9 homes vivint sols), 13 parelles sense fills, 22 parelles amb fills i 4 famílies monoparentals amb fills.
La població ha evolucionat segons el següent gràfic:
Habitants censats

### Habitatges
El 2007 hi havia 52 habitatges, 50 eren l'habitatge principal de la família i 2 eren segones residències. 50 eren cases i 2 eren apartaments. Dels 50 habitatges principals, 36 estaven ocupats pels seus propietaris, 11 estaven llogats i ocupats pels llogaters i 3 estaven cedits a títol gratuït; 5 tenien tres cambres, 11 en tenien quatre i 34 en tenien cinc o més. 44 habitatges disposaven pel capbaix d'una plaça de pàrquing. A 23 habitatges hi havia un automòbil i a 23 n'hi havia dos o més.

### Piràmide de població
La piràmide de població per edats i sexe el 2009 era:
| Homes | Edats   | Dones |
| ----- | ------- | ----- |
| 0     | 95 o +  | 0     |
| 0     | 90 a 94 | 0     |
| 0     | 85 a 89 | 0     |
| 0     | 80 a 84 | 0     |
| 0     | 75 a 79 | 0     |
| 0     | 70 a 74 | 4     |
| 4     | 65 a 69 | 8     |
| 8     | 60 a 64 | 4     |
| 4     | 55 a 59 | 0     |
| 0     | 50 a 54 | 4     |
| 12    | 45 a 49 | 4     |
| 8     | 40 a 44 | 12    |
| 4     | 35 a 39 | 4     |
| 0     | 30 a 34 | 0     |
| 0     | 25 a 29 | 0     |
| 0     | 20 a 24 | 4     |
| 8     | 15 a 19 | 4     |
| 8     | 10 a 14 | 4     |
| 0     | 5 a 9   | 0     |
| 0     | 0 a 4   | 0     |

## Economia
El 2007 la població en edat de treballar era de 85 persones, 69 eren actives i 16 eren inactives. De les 69 persones actives 66 estaven ocupades (32 homes i 34 dones) i 3 estaven aturades (3 dones i 3 dones). De les 16 persones inactives 5 estaven jubilades, 10 estaven estudiant i 1 estava classificada com a «altres inactius».
Activitats econòmiques
Dels 7 establiments que hi havia el 2007, 1 era d'una empresa de construcció, 1 d'una empresa de transport, 2 d'empreses d'hostatgeria i restauració, 1 d'una empresa immobiliària, 1 d'una empresa de serveis i 1 d'una empresa classificada com a «altres activitats de serveis».
Dels 4 establiments de servei als particulars que hi havia el 2009, 1 era una fusteria, 1 perruqueria i 2 restaurants.
L'any 2000 a La Boissière hi havia 5 explotacions agrícoles.

## Equipaments sanitaris i escolars
El 2009 hi havia una escola elemental.

## Poblacions més properes
El següent diagrama mostra les poblacions més properes.